# Зверинец (парк, Гатчина)
Зверинец — пейзажный парк в городе Гатчина, примыкающий к северной границе Дворцового парка и парка Сильвии.

## История

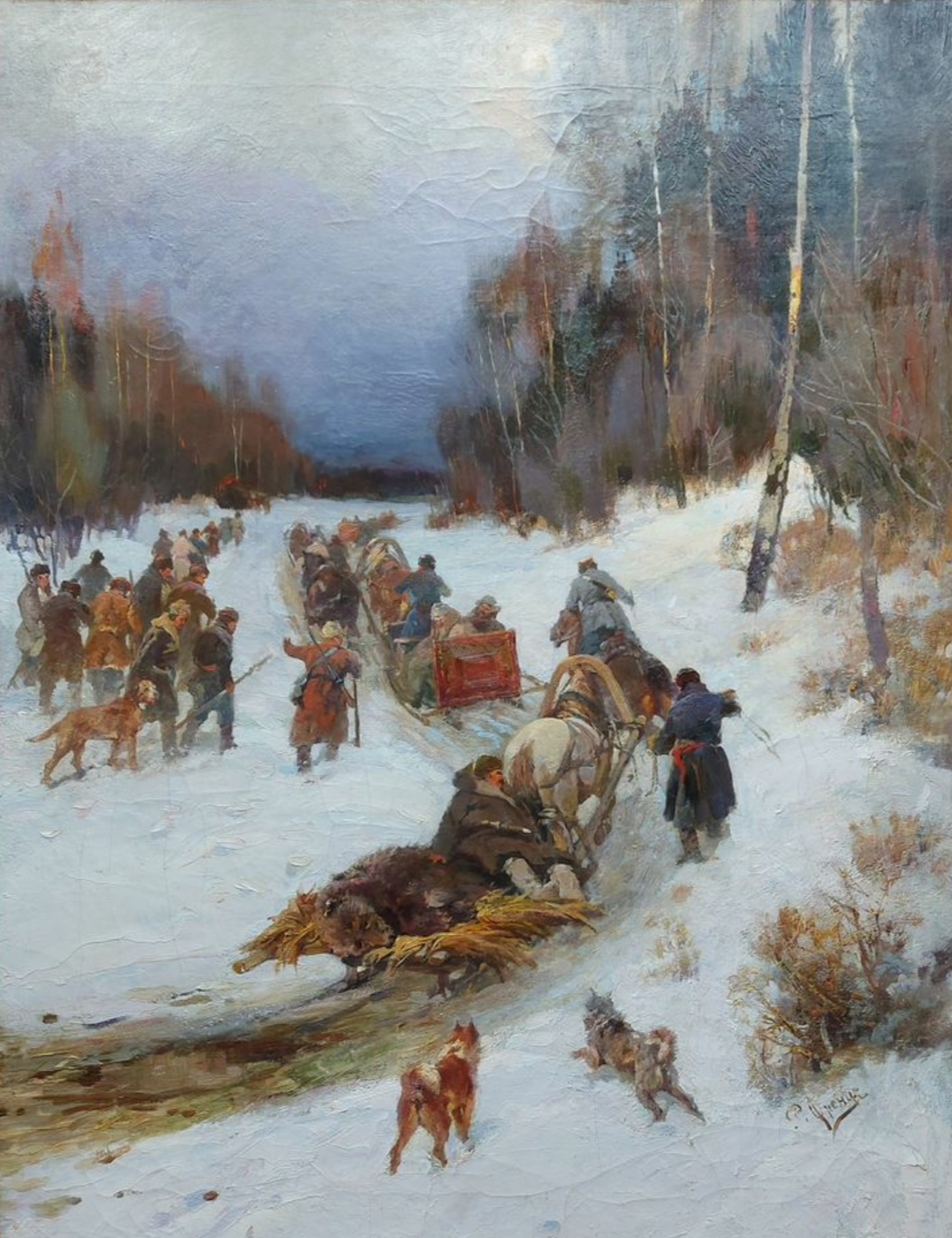
Рудольф Ферндинандович Френц. Императорская охота на медведя зимой 1896 года в Гатчине.

С 1765 года владельцем Гатчинских земель становится граф Г. Орлов, сделавший многое для благоустройства Зверинца. Здесь содержались звери, специально предназначенные для охоты, которую неоднократно посещала Екатерина II.
В 1783 году Гатчина переходит к великому князю Павлу Петровичу, который придает Зверинцу характер императорской резиденции. 
В 1796 году по планам садового мастера Дж. Гекета была осуществлена регулярная планировка с аллеями-просеками, пересекающимися под прямыми углами, было высажено более 30 000 лип.
В 1840-х годах в Зверинце появились один подъемный и шесть деревянных мостов. В 1845 году в ближайшей к Дворцовому парку части Зверинца, после расширения русла реки Гатчинки, было создано проточное озеро размером около 14 тысяч квадратных метров.
В 1858 году на территории Зверинца располагается императорская охота, переведенная сюда из Петергофа.
При Александре II в 1855—1881 годах Зверинец ещё более благоустраивается. Деревянные мосты заменяются на металлические, значительно увеличивается поголовье зверей (к 1881 году здесь было 347 различных животных, в основном оленей).
В 1881 году Зверинец передается в «егермейстерское ведение».
После Февральской революции 1917 года парк становится народной собственностью.
Парк серьёзно пострадал во время фашистской оккупации Гатчины в 1941—1944 годах. Из металлических мостов через реку Гатчинку ближайшие к городу были взорваны.
В 2019 году парк был передан ГМЗ Гатчина.

## Галерея

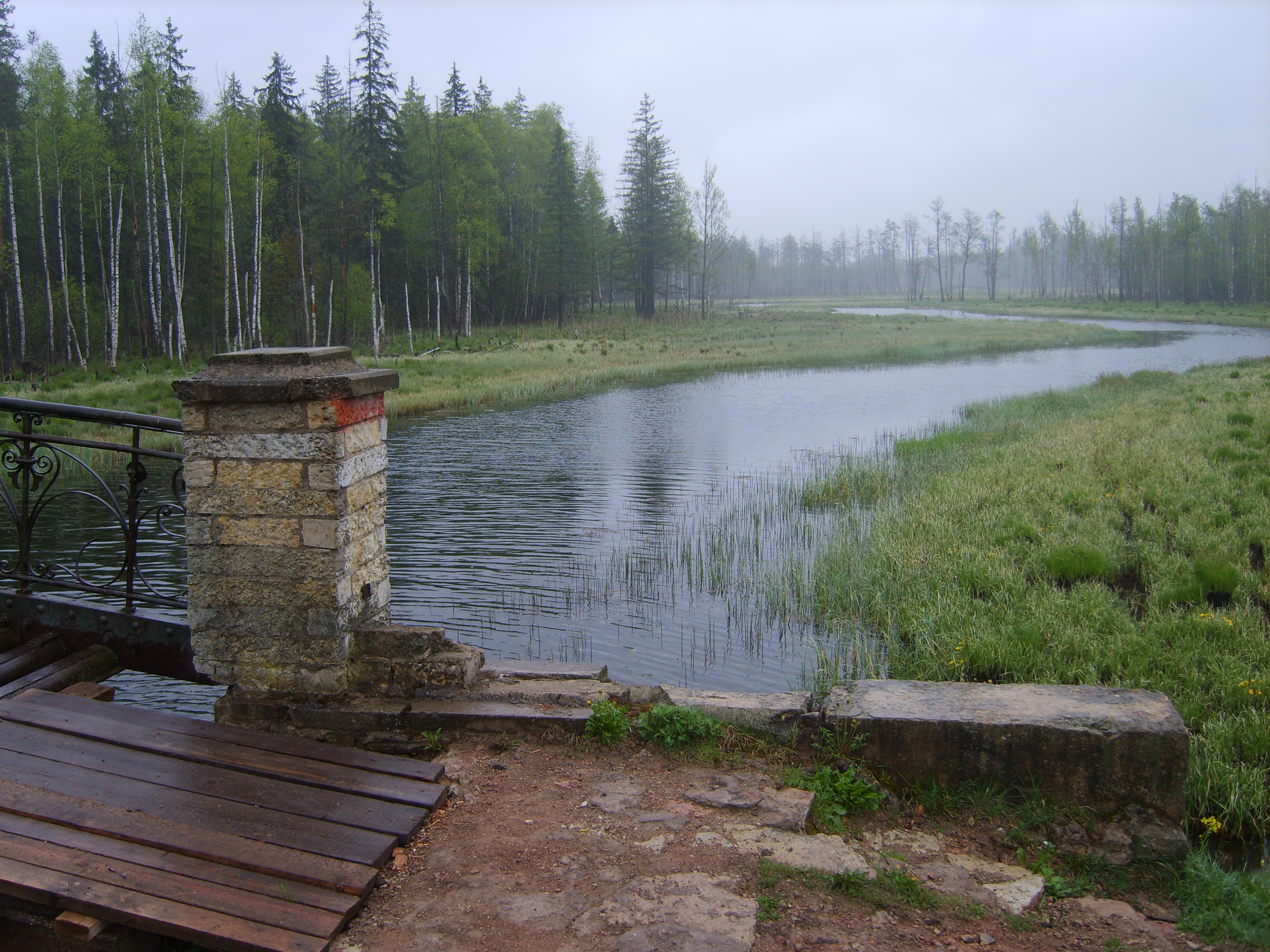
Самый северный мост через Гатчинку
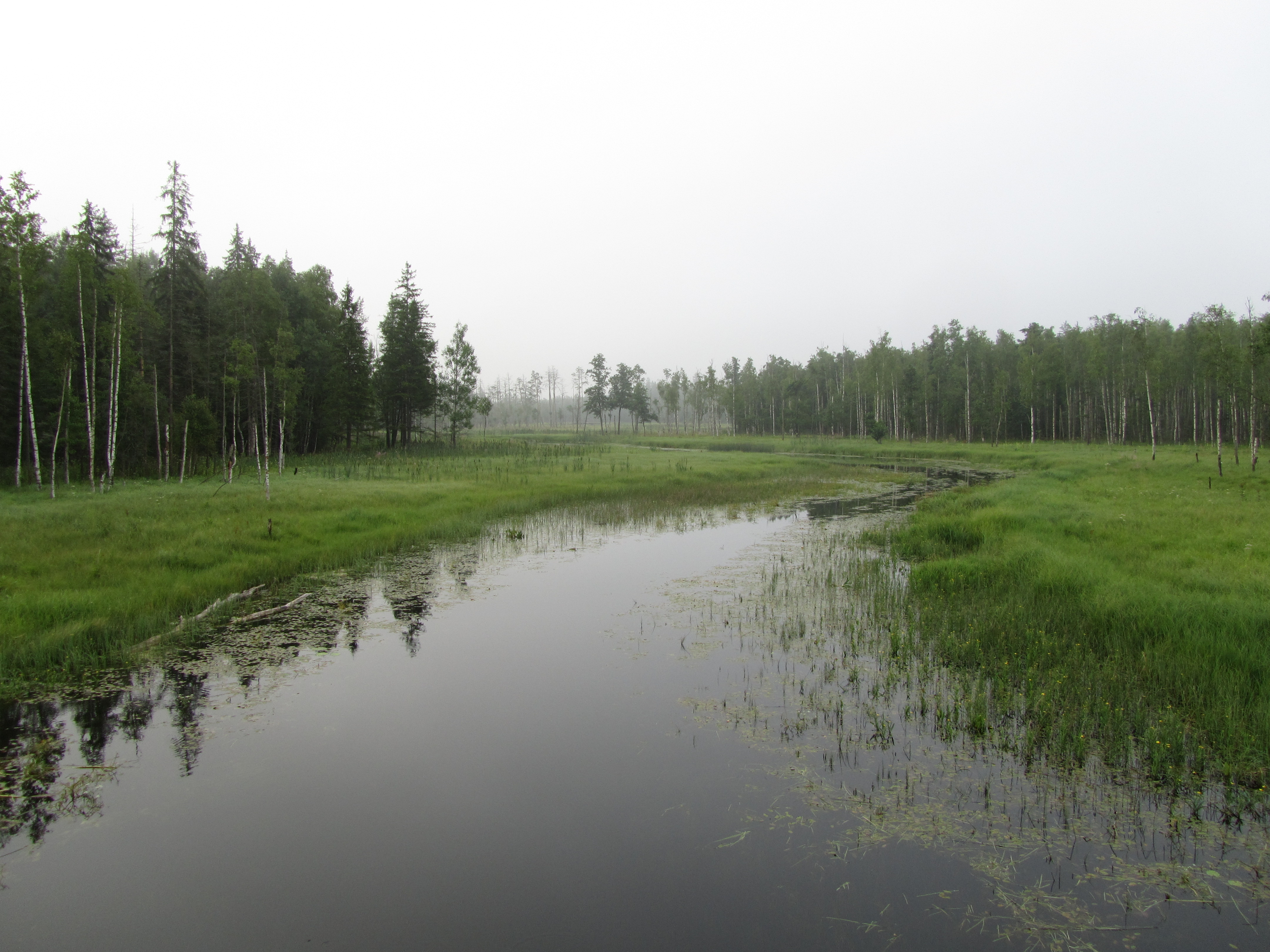
Река Гатчинка. Вдалеке - мост на дороге Можжевеловой
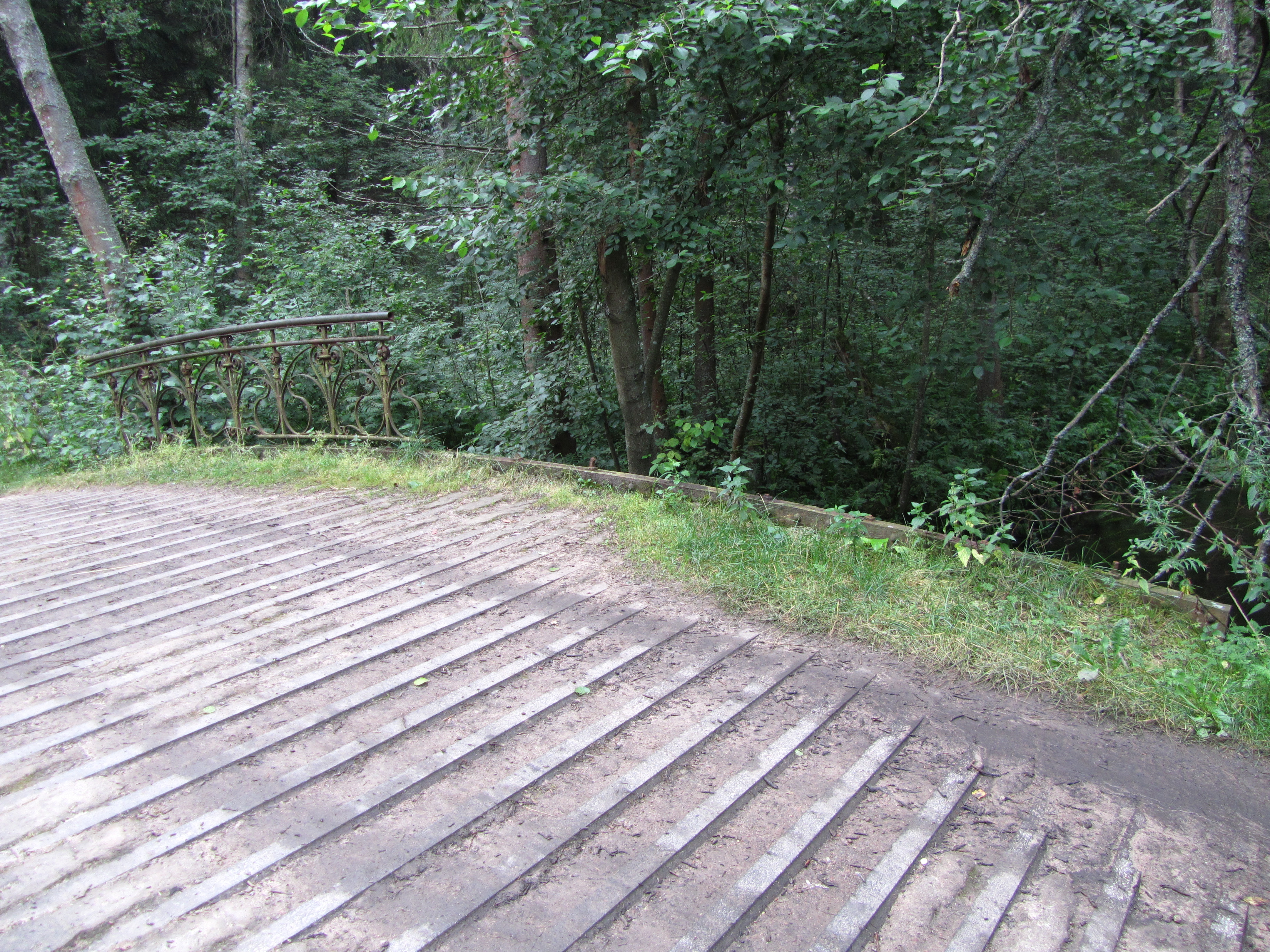
Мост через канал с реки Колпанки. Перила частично срезаны современными мародёрами...
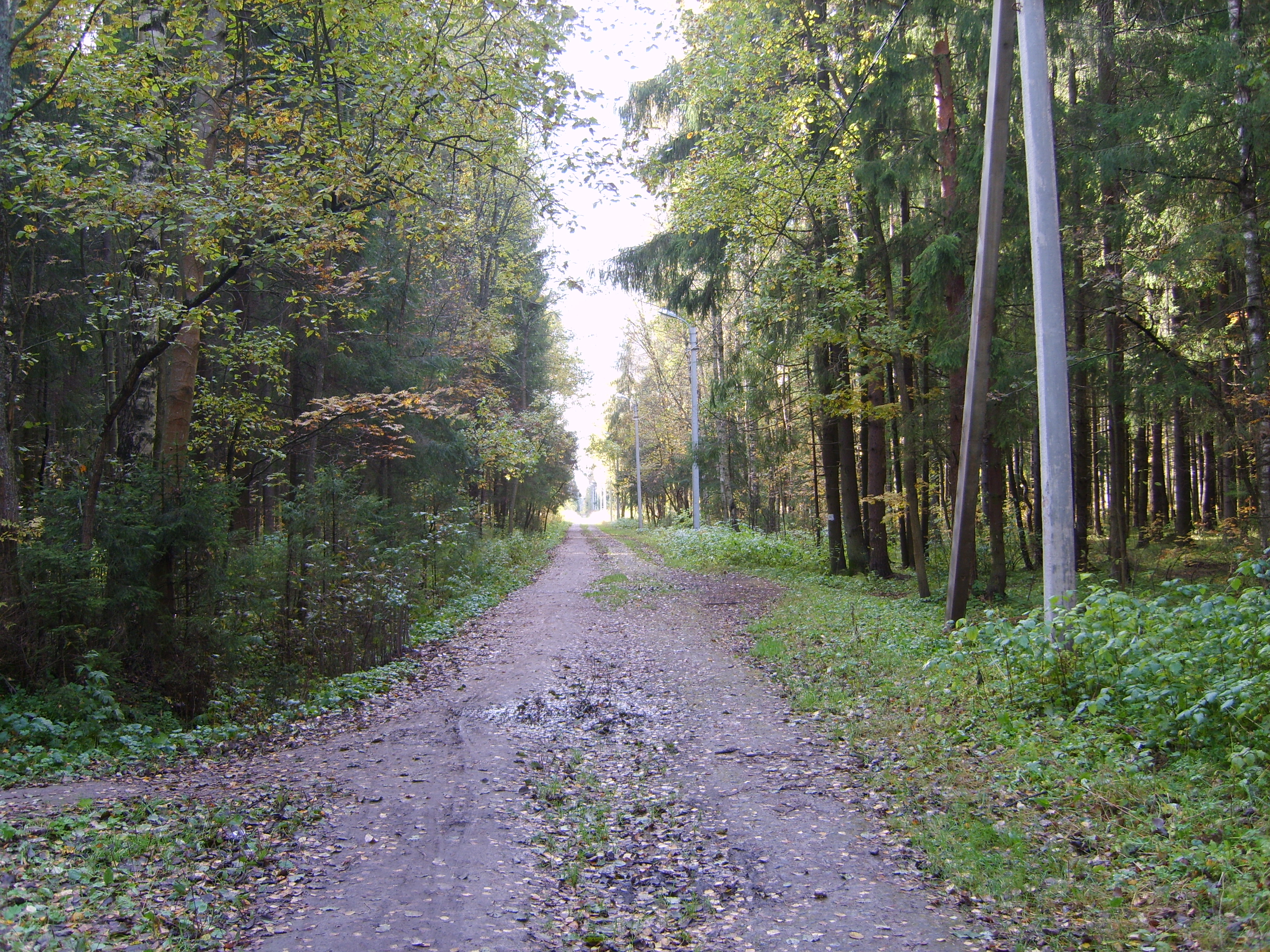
Пильненская дорога. Впереди - поляна с перекрёстком «Пять дорог»
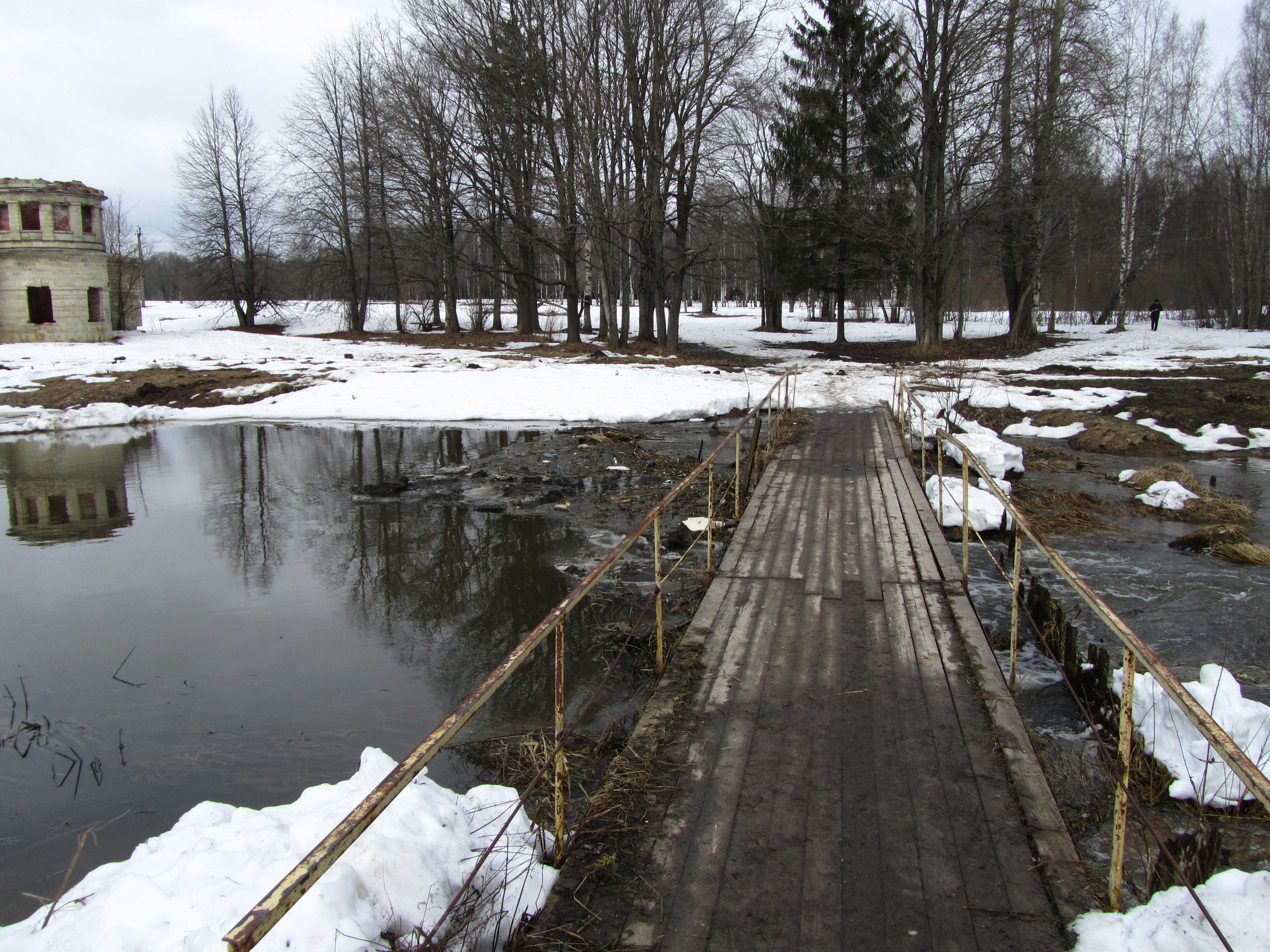
Остатки Каскада, апрель 2011. Слева - руины Птичника
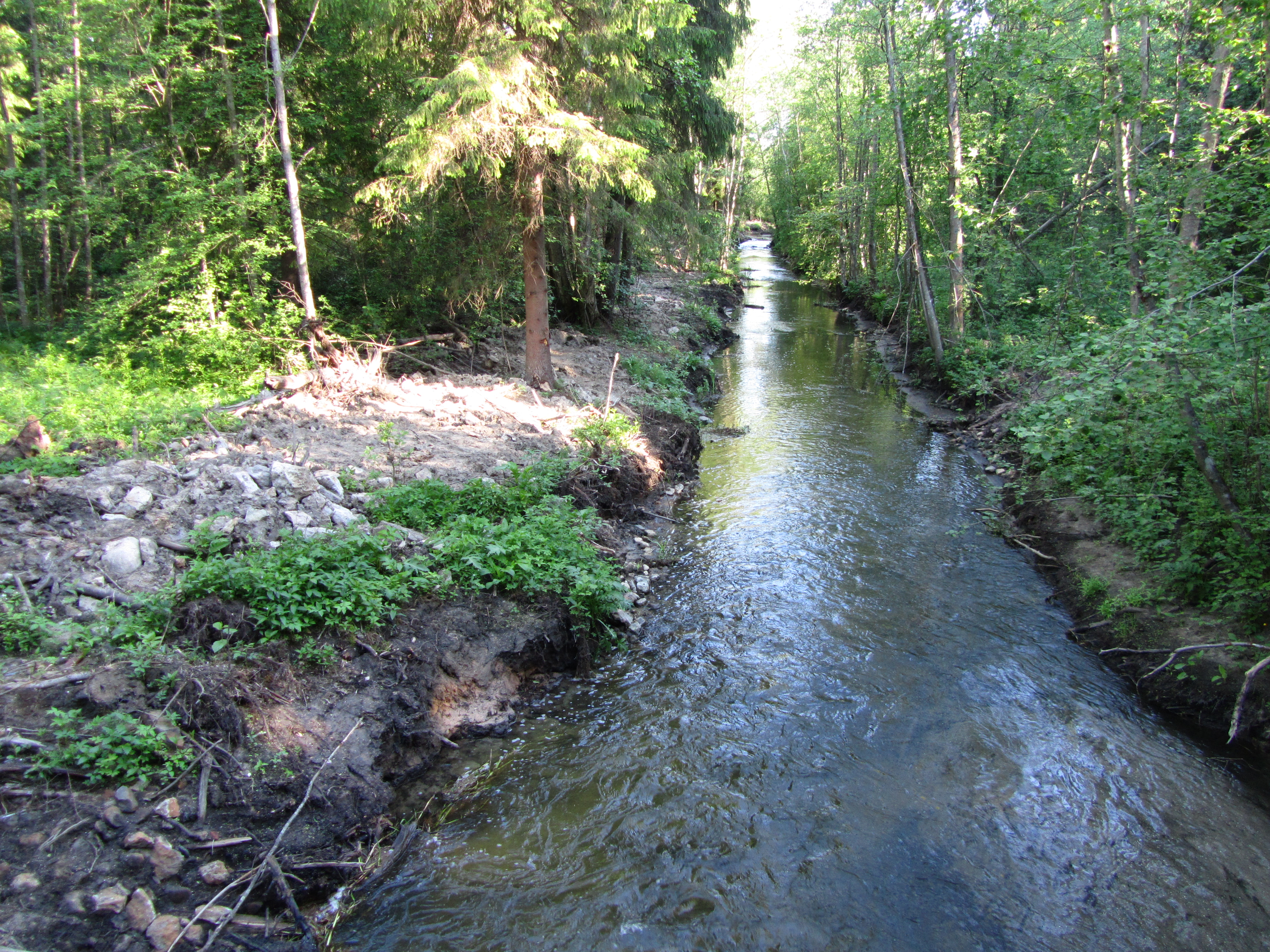
Канал с реки Колпанки
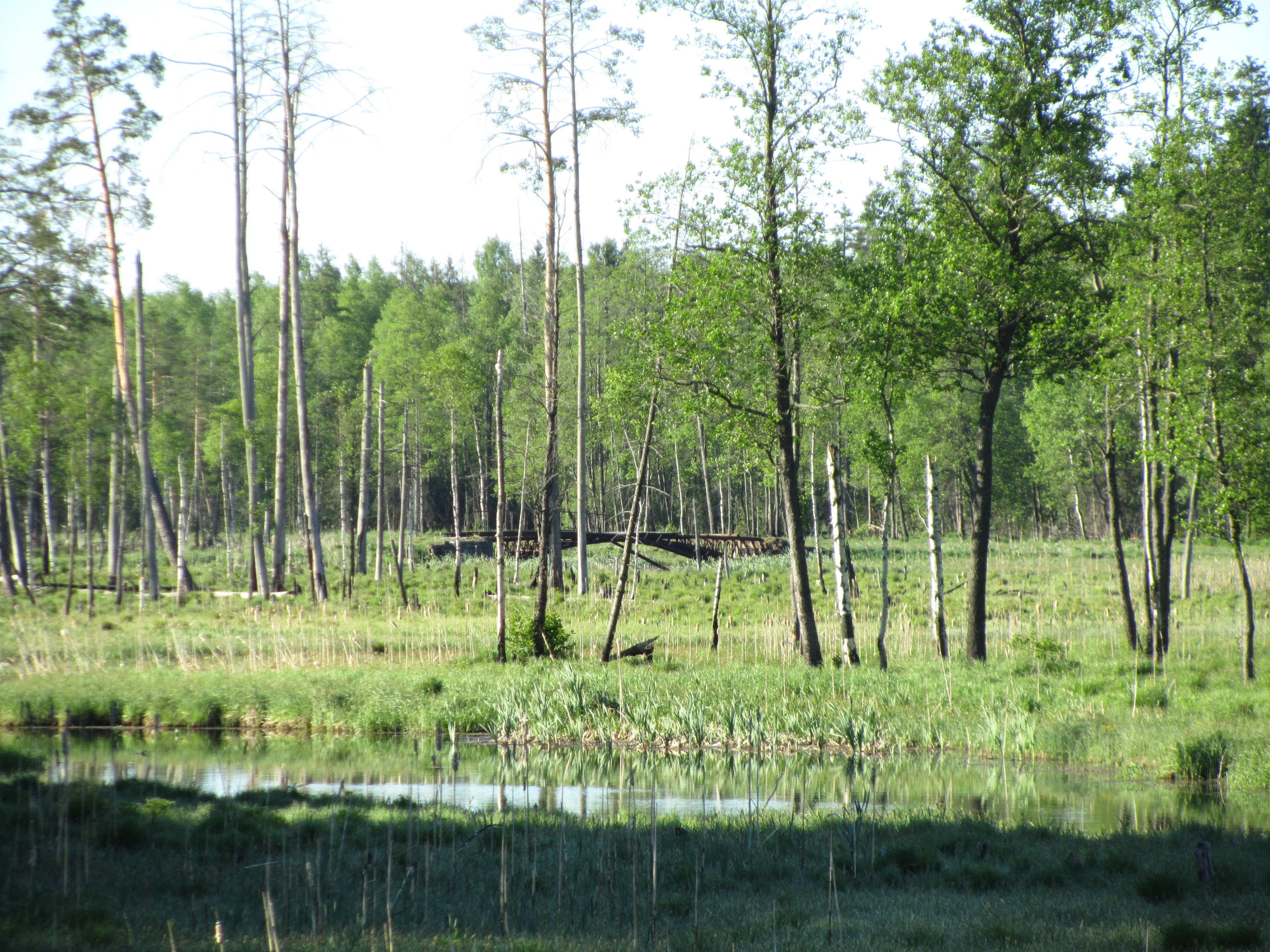
Мост через Гатчинку на Можжевеловой дороге
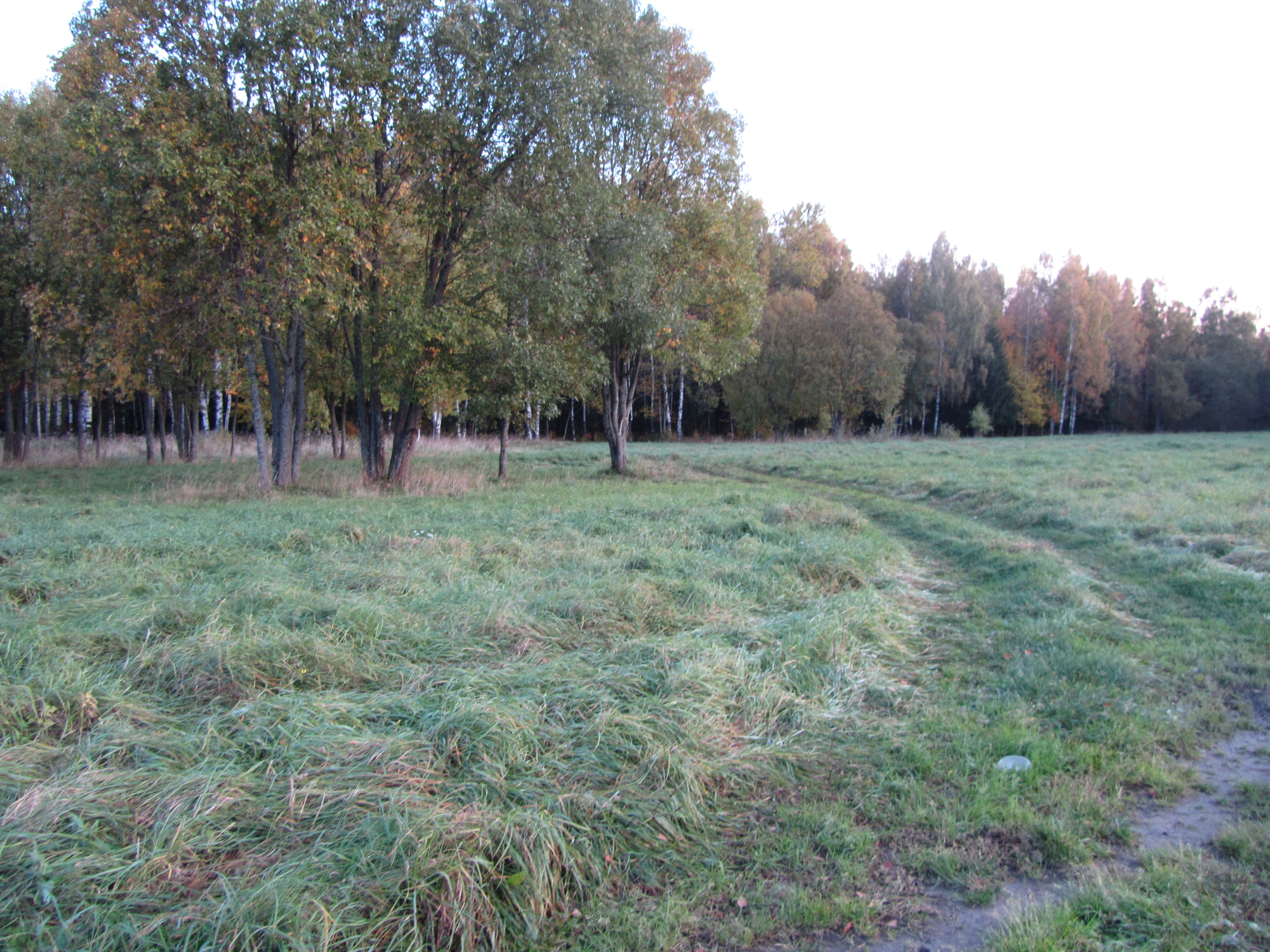
У западной опушки Зверинца